# League Cup 1977/78
Der League Cup 1977/78 war die 18. Austragung des seit 1960 existierenden League Cup.
Der Wettbewerb startete am 13. August 1977 mit der Ersten Runde und endete mit dem Wiederholungsspiel im Finale in Old Trafford am 22. März 1978. Der Sieger des Wettbewerbes wurde Nottingham Forest durch ein 1:0 im entscheidenden Spiel gegen den FC Liverpool. Der Erstliga-Aufsteiger sicherte sich damit zum ersten Mal den Titel in diesem Wettbewerb.

## Erste Runde
|                     | Gesamt |                        | Hinspiel | Rückspiel |
| ------------------- | ------ | ---------------------- | -------- | --------- |
| Aldershot Town      | 2:5    | Colchester United      | 1:1      | 1:4       |
| FC Brentford        | 3:6    | Crystal Palace         | 2:1      | 1:5       |
| Bristol Rovers      | 1:3    | FC Walsall             | 1:2      | 0:1       |
| FC Burnley          | 2:1    | Chester City           | 2:0      | 0:1       |
| FC Bury             | 4:1    | Crewe Alexandra        | 3:0      | 1:1       |
| Cambridge United    | 0:0    | Brighton & Hove Albion | 0:0      | 0:0       |
| FC Chesterfield     | 4:4    | FC Barnsley            | 4:1      | 0:3       |
| FC Darlington       | 1:3    | Scunthorpe United      | 0:0      | 1:3       |
| Exeter City         | 2:2    | Plymouth Argyle        | 2:2      | 0:0       |
| FC Gillingham       | 2:4    | FC Wimbledon           | 1:1      | 1:3       |
| Grimsby Town        | 5:1    | Hartlepool United      | 3:0      | 2:1       |
| Hereford United     | 4:4    | AFC Bournemouth        | 2:0      | 2:4       |
| Huddersfield Town   | 3:3    | Carlisle United        | 1:1      | 2:2       |
| Mansfield Town      | 0:1    | Lincoln City F.C.      | 0:1      | 0:0       |
| Leyton Orient       | 3:2    | FC Fulham              | 2:0      | 1:2       |
| Oxford United       | 5:2    | Shrewsbury Town        | 3:0      | 2:2       |
| Peterborough United | 5:2    | Bradford City          | 4:1      | 1:1       |
| FC Portsmouth       | 5:4    | AFC Newport County     | 3:1      | 2:3       |
| FC Port Vale        | 3:3    | Preston North End      | 2:1      | 1:2       |
| AFC Rochdale        | 3:2    | Halifax Town           | 1:1      | 2:1       |
| Rotherham United    | 3:3    | York City              | 3:0      | 0:3       |
| Sheffield Wednesday | 8:2    | Doncaster Rovers       | 5:2      | 3:0       |
| Southend United     | 3:5    | Northampton Town       | 2:3      | 1:2       |
| Swansea City        | 2:5    | Swindon Town           | 1:3      | 1:2       |
| Torquay United      | 3:3    | Cardiff City           | 1:0      | 2:3       |
| Tranmere Rovers     | 2:3    | FC Southport           | 0:1      | 2:2       |
| FC Watford          | 2:2    | FC Reading             | 2:1      | 0:1       |
| FC Wrexham          | 2:1    | Stockport County       | 1:0      | 1:1       |

### Wiederholungsspiele
|                        | Ergebnis            |                  |
| ---------------------- | ------------------- | ---------------- |
| Brighton & Hove Albion | 3:0                 | Cambridge United |
| FC Chesterfield        | 2:0                 | FC Barnsley      |
| Exeter City            | 1:0                 | Plymouth Argyle  |
| AFC Bournemouth        | 2:1                 | Hereford United  |
| Huddersfield Town      | 2:1                 | Carlisle United  |
| Preston North End      | 2:1                 | FC Port Vale     |
| Rotherham United       | 1:1 n.V (6:5 i. E.) | York City        |
| Cardiff City           | 2:1                 | Torquay United   |
| FC Watford             | 5:0                 | FC Reading       |

## Zweite Runde
|                         | Ergebnis |                     |
| ----------------------- | -------- | ------------------- |
| FC Arsenal              | 3:2      | Manchester United   |
| Birmingham City         | 0:2      | Notts County        |
| Blackburn Rovers        | 1:1      | Colchester United   |
| FC Blackpool            | 2:2      | Sheffield Wednesday |
| Bolton Wanderers        | 1:0      | Lincoln City F.C.   |
| Brighton & Hove Albion  | 0:0      | Oldham Athletic     |
| Bristol City            | 1:0      | Stoke City          |
| FC Burnley              | 3:1      | Norwich City        |
| Charlton Athletic       | 1:2      | FC Wrexham          |
| FC Chesterfield         | 0:1      | Manchester City     |
| Crystal Palace          | 0:0      | FC Southampton      |
| Derby County            | 3:1      | Leyton Orient       |
| Exeter City             | 1:3      | Aston Villa         |
| Grimsby Town            | 1:2      | FC Watford          |
| Huddersfield Town       | 0:2      | Coventry City       |
| Ipswich Town            | 5:0      | Northampton Town    |
| FC Liverpool            | 2:0      | FC Chelsea          |
| Newcastle United        | 0:2      | FC Millwall         |
| Nottingham Forest       | 5:0      | West Ham United     |
| Oxford United           | 1:1      | FC Bury             |
| Peterborough United     | 1:1      | Scunthorpe United   |
| FC Portsmouth           | 2:0      | Leicester City      |
| Queens Park Rangers     | 2:0      | AFC Bournemouth     |
| AFC Rochdale            | 0:3      | Leeds United        |
| Sheffield United        | 0:3      | FC Everton          |
| FC Southport            | 2:2      | Hull City           |
| FC Sunderland           | 2:2      | FC Middlesbrough    |
| Swindon Town            | 5:1      | Cardiff City        |
| Tottenham Hotspur       | 4:0      | FC Wimbledon        |
| FC Walsall              | 0:0      | Preston North End   |
| West Bromwich Albion    | 4:0      | Rotherham United    |
| Wolverhampton Wanderers | 1:3      | Luton Town          |

### Wiederholungsspiele
|                     | Ergebnis |                        |
| ------------------- | -------- | ---------------------- |
| Colchester United   | 4:0      | Blackburn Rovers       |
| Sheffield Wednesday | 3:1      | FC Blackpool           |
| Oldham Athletic     | 2:2      | Brighton & Hove Albion |
| FC Southampton      | 2:1      | Crystal Palace         |
| FC Bury             | 1:0      | Oxford United          |
| Scunthorpe United   | 0:1      | Peterborough United    |
| Hull City           | 1:0      | FC Southport           |
| FC Middlesbrough    | 1:0      | FC Sunderland          |
| Preston North End   | 0:1      | FC Walsall             |

### 2. Wiederholungsspiel
|                        | Ergebnis |                 |
| ---------------------- | -------- | --------------- |
| Brighton & Hove Albion | 1:2      | Oldham Athletic |

## Dritte Runde
|                      | Ergebnis |                     |
| -------------------- | -------- | ------------------- |
| FC Arsenal           | 2:0      | FC Southampton      |
| Aston Villa          | 1:0      | Queens Park Rangers |
| Bolton Wanderers     | 3:1      | Peterborough United |
| FC Burnley           | 1:2      | Ipswich Town        |
| FC Everton           | 2:2      | FC Middlesbrough    |
| Hull City            | 2:0      | Oldham Athletic     |
| Leeds United         | 4:0      | Colchester United   |
| FC Liverpool         | 2:0      | Derby County        |
| Luton Town           | 1:1      | Manchester City     |
| FC Millwall          | 1:1      | FC Bury             |
| Nottingham Forest    | 4:0      | Notts County        |
| FC Portsmouth        | 1:1      | Swindon Town        |
| Sheffield Wednesday  | 2:1      | FC Walsall          |
| Tottenham Hotspur    | 2:3      | Coventry City       |
| West Bromwich Albion | 1:0      | FC Watford          |
| FC Wrexham           | 1:0      | Bristol City        |

### Wiederholungsspiele
|                  | Ergebnis |               |
| ---------------- | -------- | ------------- |
| FC Middlesbrough | 1:2      | FC Everton    |
| Manchester City  | 0:0      | Luton Town    |
| FC Bury          | 2:0      | FC Millwall   |
| Swindon Town     | 4:3      | FC Portsmouth |

### 2. Wiederholungsspiel
|            | Ergebnis |                 |
| ---------- | -------- | --------------- |
| Luton Town | 2:3      | Manchester City |

## Vierte Runde
|                     | Ergebnis |                      |
| ------------------- | -------- | -------------------- |
| FC Arsenal          | 5:1      | Hull City            |
| Bolton Wanderers    | 1:3      | Leeds United         |
| FC Bury             | 1:0      | West Bromwich Albion |
| Ipswich Town        | 1:2      | Manchester City      |
| FC Liverpool        | 2:2      | Coventry City        |
| Nottingham Forest   | 4:2      | Aston Villa          |
| Sheffield Wednesday | 1:3      | FC Everton           |
| FC Wrexham          | 2:0      | Swindon Town         |

### Wiederholungsspiel
|               | Ergebnis |              |
| ------------- | -------- | ------------ |
| Coventry City | 0:2      | FC Liverpool |

## Fünfte Runde
|                 | Ergebnis |                   |
| --------------- | -------- | ----------------- |
| FC Bury         | 0:3      | Nottingham Forest |
| Leeds United    | 4:1      | FC Everton        |
| Manchester City | 0:0      | FC Arsenal        |
| FC Wrexham      | 1:3      | FC Liverpool      |

### Wiederholungsspiel
|            | Ergebnis |                 |
| ---------- | -------- | --------------- |
| FC Arsenal | 1:0      | Manchester City |

## Halbfinale
|              | Gesamt |                   | Hinspiel | Rückspiel |
| ------------ | ------ | ----------------- | -------- | --------- |
| Leeds United | 3:7    | Nottingham Forest | 1:3      | 2:4       |
| FC Liverpool | 2:1    | FC Arsenal        | 2:1      | 0:0       |

## Finale
| Nottingham Forest                          | Nottingham Forest | FC Liverpool | FC Liverpool |
| ------------------------------------------ | --- | --- | ------------ |
| Nottingham Forest                          | \| Sonntag, 18. März 1978 in London (Wembley) \| \| Ergebnis: 0:0 n. V. \| \| Zuschauer: 100.000 \| \| Schiedsrichter: Pat Partridge \|                                                                | \| Sonntag, 18. März 1978 in London (Wembley) \| \| Ergebnis: 0:0 n. V. \| \| Zuschauer: 100.000 \| \| Schiedsrichter: Pat Partridge \|                                                                        | FC Liverpool |
| Nottingham Forest                          | Chris Woods – Viv Anderson, Frank Clark, Kenny Burns, Larry Lloyd – John McGovern (12. John O’Hare), Martin O’Neill, Ian Bowyer, John Robertson – Peter Withe, Tony Woodcock Cheftrainer: Brian Clough | Ray Clemence – Phil Neal, Tommy Smith, Phil Thompson, Ray Kennedy (91. David Fairclough) – Emlyn Hughes , Jimmy Case, Ian Callaghan, Terry McDermott – Kenny Dalglish, Steve Heighway Cheftrainer: Bob Paisley | FC Liverpool |
| Sonntag, 18. März 1978 in London (Wembley) | | |              |
| Ergebnis: 0:0 n. V.                        | | |              |
| Zuschauer: 100.000                         | | |              |
| Schiedsrichter: Pat Partridge              | | |              |

## Wiederholungsspiel
| Nottingham Forest                                    | Nottingham Forest | FC Liverpool | FC Liverpool |
| ---------------------------------------------------- | --- | --- | ------------ |
| Nottingham Forest                                    | \| Mittwoch, 22. März 1978 in Manchester (Old Trafford) \| \| Ergebnis: 1:0 (0:0) \| \| Zuschauer: 54.375 \| \| Schiedsrichter: Pat Partridge \|                                    | \| Mittwoch, 22. März 1978 in Manchester (Old Trafford) \| \| Ergebnis: 1:0 (0:0) \| \| Zuschauer: 54.375 \| \| Schiedsrichter: Pat Partridge \|                                                               | FC Liverpool |
| Nottingham Forest                                    | Chris Woods – Viv Anderson, Frank Clark, Kenny Burns , Larry Lloyd – John O’Hare, Martin O’Neill, Ian Bowyer, John Robertson – Peter Withe, Tony Woodcock Cheftrainer: Brian Clough | Ray Clemence – Phil Neal, Tommy Smith, Phil Thompson, Ray Kennedy – Emlyn Hughes , Jimmy Case (64. David Fairclough), Ian Callaghan, Terry McDermott – Kenny Dalglish, Steve Heighway Cheftrainer: Bob Paisley | FC Liverpool |
| Nottingham Forest                                    | 1:0 John Robertson (53., Elfmeter) | | FC Liverpool |
| Mittwoch, 22. März 1978 in Manchester (Old Trafford) | | |              |
| Ergebnis: 1:0 (0:0)                                  | | |              |
| Zuschauer: 54.375                                    | | |              |
| Schiedsrichter: Pat Partridge                        | | |              |